# Thiadiaye

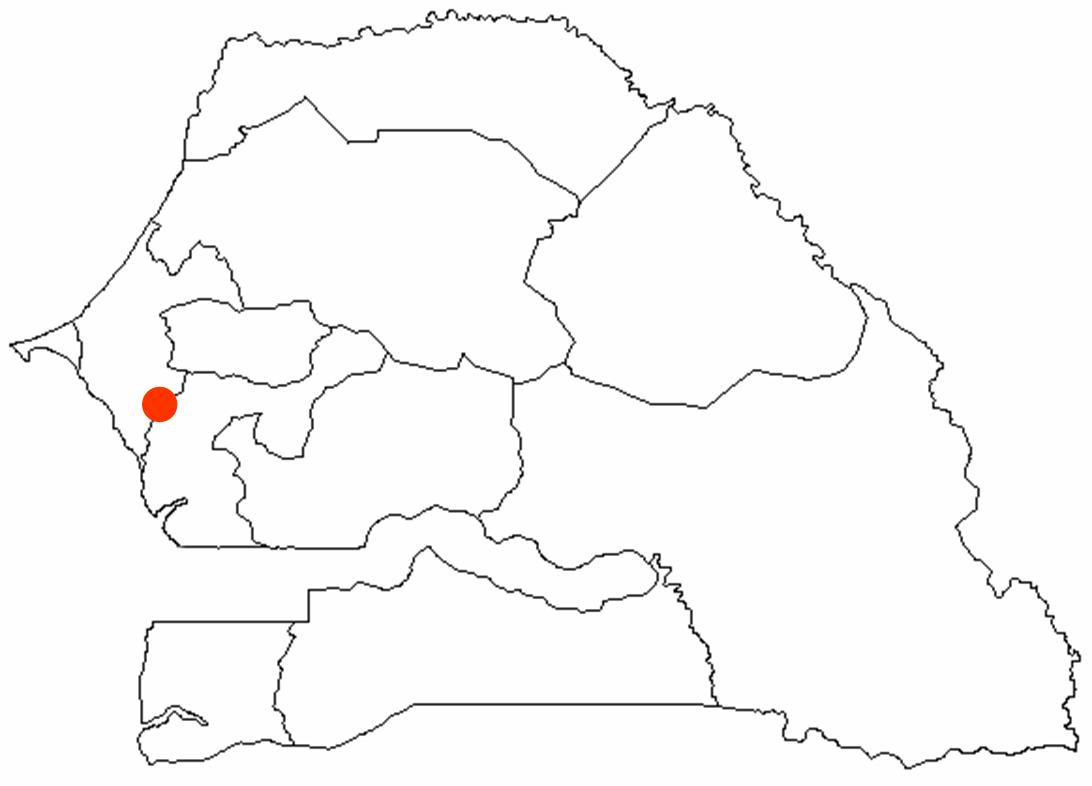
Thiadiayes läge i Senegal.

Thiadiaye är en stad i västra Senegal. Den ligger cirka 30 kilometer öster om M'bour i regionen Thiès och hade 14 976 invånare vid folkräkningen 2013.